# Wasserturm Halle-Diemitz

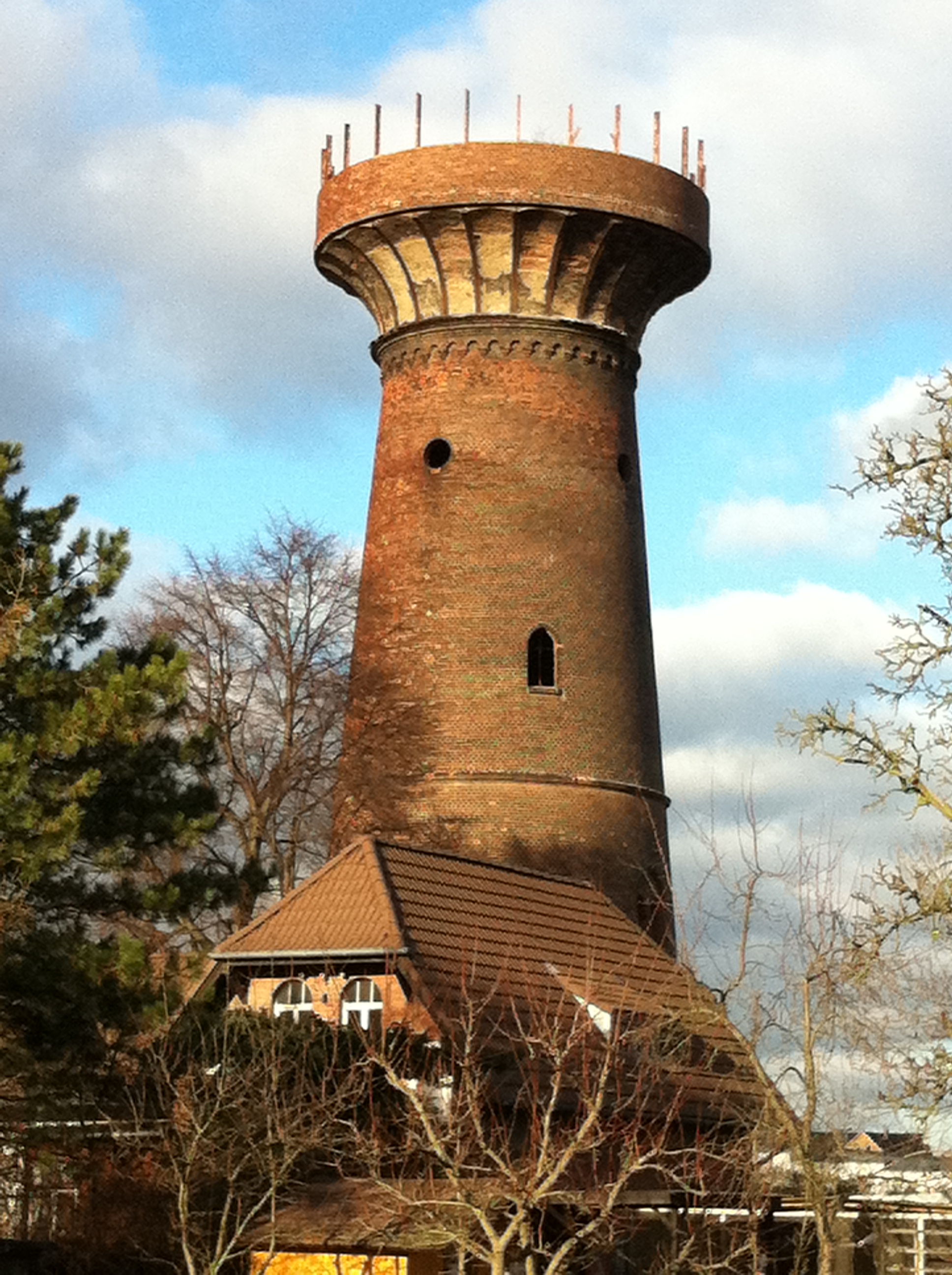
Wasserturm Halle-Diemitz während des Abbaus 2012

Der Wasserturm Halle-Diemitz (auch Wasserturm Halle-Ost) in Halle (Saale) wurde um 1887 errichtet und war ca. 45 Meter hoch. Er stand in der Nähe der Fiete-Schulze-Straße im industriell geprägten Osten von Halle zwischen Reideburger Straße und der Straße am Klärwerk. Der Wasserbehälter hatte ein Fassungsvolumen von 200 Kubikmetern. Dieser wurde bereits während oder kurz nach dem Zweiten Weltkrieg demontiert. Seitdem fehlte auch die Deckung des ehemals kegelförmigen Daches, von dem nur noch die Sparren vorhanden waren. Der Turmschaft wurde in rotem Klinker-Mauerwerk ausgeführt. Die verhältnismäßig kleinen Fenster im Turmschaft hatten Spitzbögen und sind der Neugotik zuzuordnen. Die Ummauerung des Wasserbehälters war von Zinnen gekrönt, unterhalb davon befand sich ein neuromanischer Fries. Im Januar 2012 wurde er wegen Einsturzgefahr abgerissen. Bis dahin war er einer von noch vier in Halle bestehenden, freistehenden Wassertürmen, neben dem Wasserturm Nord, dem Wasserturm Süd und dem Wasserturm am Hauptbahnhof.